# GameLine
O GameLine foi um serviço de distribuição de jogos em rede desenvolvido pela Control Video Corporation (CVC) para o Atari 2600.
O serviço funcionava via assinatura, onde o assinante recebia um modem dial-up, um cartucho para armazenar os jogos e um PIN, além de periódicas revistas, os jogos geralmente vinham com uma limitação de tempo ou de quantidade de vezes em que o jogador poderia jogar, os jogadores também podiam enviar suas pontuações pela rede para concorrer a prêmios.
O GameLine foi uma das vítimas da crise dos jogos eletrônicos de 1983, encerrando as atividades do serviço e da própria CVC na época, apesar de haver projetos para expansão do serviço para notícias, correio eletrônico, internet banking e fóruns online.
Posteriormente, alguns investidores formaram uma nova empresa, a Quantum Computer Services, que criou o sucessor espiritual do GameLine em 1985, o Quantum Link para o Commodore 64 e 128, em 1991 a empresa mudou seu nome para America Online.

## No Brasil
No Brasil, um serviço semelhante chegou com o nome de Telegame através da Embracom somente nas cidades de São Paulo e Rio de Janeiro.